# 31660 Maximiliandu
31660 Maximiliandu este un asteroid din centura principală de asteroizi.

## Descriere
31660 Maximiliandu este un asteroid din centura principală de asteroizi. A fost descoperit pe 17 aprilie 1999 la Socorro, New Mexico, în cadrul proiectului LINEAR. Asteroidul prezintă o orbită caracterizată de o semiaxă mare de 2,34 ua, o excentricitate de 0,18 și o înclinație de 3,1° în raport cu ecliptica.